# Arnaud Mimran
Pour les articles homonymes, voir Mimran.
Arnaud Mimran, né le 11 février 1972 à Paris, est initialement négociateur en actions avant de créer et revendre sa propre société à la suite de soupçons de délit d'initié. Il est impliqué dans plusieurs affaires judiciaires en lien avec le milieu du crime organisé franco-israélien spécialisé dans l'escroquerie et la fraude. Il est mis en cause dans plusieurs affaires criminelles.
Le 7 juillet 2016, il est condamné à huit ans de prison ferme pour sa participation à la fraude à la TVA sur les quotas de carbone. Il a purgé sa peine dans cette affaire en mai 2021.
Il écope le 25 juin 2021 de treize ans de prison ferme pour son implication dans la séquestration et l'extorsion du trader turco-suisse Yomi Rodrig. Sa peine est confirmée en appel le 16 décembre 2022. 
Arnaud Mimran est suspecté d'avoir commandité en 2011 l'assassinat de son ex-beau-père, le milliardaire Claude Dray et d'avoir commandité en 2010 le meurtre de Samy Souied, l'une des principales figures de la fraude à la TVA sur les quotas de carbone, il est mis en examen respectivement pour « complicité d’assassinat » et « meurtre en bande organisé » et incarcéré en avril 2021.
En novembre 2021, il est de nouveau mis en examen pour « meurtre en bande organisée » concernant la mort, en avril 2014, d’Albert Taieb.

## Biographie

### Famille
Arnaud Mimran naît le 11 février 1972 dans une famille juive parisienne. D'origine marocaine par son père.
Sa mère, Michèle, est secrétaire dans l'armée, au service du général Michel Roquejeoffre avant de prendre sa retraite à 36 ans. Son père, Jacques Mimran, spécialiste du BTP, dirige plusieurs entreprises, avant de devenir le numéro 3 du groupe Vinci.
Arnaud Mimran a un frère, Benjamin, né en 1977, et une sœur, Sophie, née en 1970. Ensemble, ils grandissent dans un vaste appartement du 16e arrondissement sur l'avenue Victor-Hugo.
En mai 1998, il épouse Anna Dray, fille du milliardaire Claude Dray. Il a trois enfants de cette union.
Au début des années 2010, il la quitte pour Claudia Galanti Ortigoza, une mannequin paraguayenne et  présentatrice de télévision en Italie. Il aura avec elle trois enfants (l'un d'eux meurt en décembre 2014) ; ils se séparent durant l'été 2014.
En 2015, Tamara Pisnoli devient sa nouvelle compagne. Celle-ci fut mariée de 2006 à 2009 au footballeur italien Daniele De Rossi avec lequel elle a une fille, Gaia. En décembre 2014, âgée de 31 ans, elle est arrêtée, suspectée avec huit autres personnes d'avoir en 2013, enlevé, torturé et menacé de mort un homme d'affaires romain pour lui extorquer des fonds.

### Parcours scolaire et professionnel
Lycéen médiocre, Arnaud Mimran est très tôt passionné par le poker et les jeux d'argent. Il étudie à Paris au lycée Janson-de-Sailly, au lycée Jean de la Fontaine puis obtient un bac D, à vingt ans, au lycée Carnot.
Il étudie la comptabilité, fait un troisième cycle en finance et rejoint, à 24 ans, une société d'investissement.
Deux ans plus tard, il lance sa société de trading 3A Trade avec le financier Edouard Tarbouriech.
En mars 2000, il est poursuivi par le régulateur boursier américain pour délit d'initié. Il plaide coupable et est condamné avec six autres Français : Avy Amouyal, Andre Amouyal, Samuel Chemouny, Serge Haddad, Marc Bitan, Bernard Bracha, Pinhas Amouyal.
En juillet 2002, Arnaud Mimran et Anna Dray sont poursuivis pour une fraude fiscale de 800 000 euros. Le couple est condamné par la cour d'appel de Paris le 10 décembre 2007.
Il déclare 45 000 € de revenus annuels de 2010 à 2012, mais habite un duplex de 400 m2 avec piscine intérieure dans le 16e arrondissement, collectionne de l'art, roule en Rolls-Royce, vole en Falcon, et passe ses vacances en Sardaigne et à Ibiza sur un yacht, ou à Saint-Tropez et Las Vegas. En novembre 2012, pour la bar-mitzvah de son fils, il invite Puff Daddy, Pharrell Williams, Patrick Bruel, Craig David, Bar Refaeli et Akon, et envoie un iPad comme carton d'invitation aux 500 invités.

### Joueur de poker
Joueur de poker, il a engagé 3 millions d'euros dans des casinos américains entre décembre 2009 et janvier 2012, rencontre Marco Mouly, Farid Khider, Gad Elmaleh et Patrick Bruel.

### Amitiés dans le milieu
Il se lie d'amitié avec Marco Mouly pour organiser et amorcer la fraude à la TVA sur les quotas carbone.

## Affaires judiciaires

### Affaires en cours

#### Assassinat de Samy Souied (2010)
Samy Souied, surnommé le « caïd des hippodromes », avait été mis en cause dans plusieurs affaires d'escroquerie au cours des années 2000. Il était considéré comme l'une des principales figures de la fraude à la TVA sur les quotas de carbone, dossier dans lequel Arnaud Mimran était également impliqué. Les deux hommes avaient fait connaissance à Las Vegas quelques années auparavant par l'intermédiaire de Marco Mouly, l'associé de Mimran. Depuis, les trois hommes ont régulièrement fait affaire entre eux comme le déclare Mimran lors du procès pour la fraude à la TVA carbone.
Le 14 septembre 2010, Samy Souied compte faire un aller-retour express entre Paris et Tel Aviv-Jaffa où il séjourne. Il a rendez-vous avec Arnaud Mimran, qui peinerait à lui rembourser de l'argent prêté, plusieurs dizaines de millions d'euros, qu'il devait rendre le 10 septembre. Ils se voient à plusieurs reprises dans l'après-midi. En fin d'après-midi, alors qu'il se trouve avec Mimran devant le Palais des congrès de Paris à la porte Maillot, Souied est abattu de huit balles par deux hommes à scooter, juste après que Mimran lui avait tendu une bague qu'il devait lui rendre.
Très vite, des rumeurs désignent Arnaud Mimran comme le commanditaire de l'assassinat qui lui éviterait d'avoir à rembourser sa dette. Les enquêteurs soupçonnent Mimran d'avoir désigné Souied aux tueurs en lui tendant la bague mais Mimran, qui nie, n'est pas poursuivi, faute de charges suffisantes.
En 2013 puis en 2014, des témoignages sous X orientent l'enquête de nouveau vers Mimran, qui est présenté à chaque fois comme un potentiel commanditaire. Cependant, l'enquête ne permet pas de réunir des indices suffisants et les commissions rogatoires adressées à Israël piétinent. En 2017, une expertise contredit la version de Mimran à propos de la bague qui aurait appartenu à Souied mais elle ne débouche pas sur une mise en examen. Début 2019, Cyril Astruc, un autre protagoniste majeur de la fraude à la TVA carbone, condamné à dix ans de prison dans ce dossier, aurait déclaré au frère de Samy Souied qu'il avait rencontré les deux assassins et qu'ils lui auraient révélé avoir touché 500 000 euros pour l'assassinat de Samy et 500 000 € pour l'assassinat de Claude Dray.
L'enquête s'accélère le 13 avril 2021 lorsque Mimran est placé en garde à vue puis mis en examen pour meurtre en bande organisée. Il est conjointement entendu dans l'affaire de l'assassinat de Claude Dray et mis en examen pour complicité d'assassinat. Dans le même temps, Djoudi Khider alias Mourad Khider, soupçonné d'être l'un des deux meurtriers, est placé en garde à vue avec son frère Farid Khider, dont Mimran est très proche et avec qui il a été jugé dans une affaire d'extorsion en bande organisée. À l'issue d'une perquisition menée chez le producteur Thomas Langmann qui a hébergé les frères Khider, des armes de poing sont retrouvées, notamment un pistolet et un revolver de calibre 38 Special mais il ne s'agirait apparemment pas des armes du crime. Djoudi/Mourad Khider reconnaît être le propriétaire des armes et il est finalement mis en examen pour meurtre en bande organisée et placé en détention provisoire tandis que Farid Khider est relâché sans être poursuivi à ce stade, réfutant toute implication.
Dans la foulée, Brice K., un individu impliqué dans plusieurs affaires internationales de trafic de stupéfiants, se présente aux policiers de la brigade criminelle de la juridiction interrégionale spécialisée afin d'être entendu dans l'affaire. Il est placé en garde à vue puis mis en examen pour meurtre en bande organisée et placé en détention provisoire. En 2019, un renseignement anonyme indique que Brice K. et Mourad Khider seraient impliqués dans le meurtre de Souied et qu'un certain Didier R. serait le tireur.
Les enquêteurs ont remarqué que les deux hommes avaient été en contact à plusieurs reprises le 14 septembre, et suspectent Brice K. d'avoir été le conducteur du scooter et Mourad Khider d'avoir joué le rôle d'intermédiaire entre Mimran et les tueurs. Une ligne téléphonique au nom de Brice K. était utilisée par l'un des frères Khider. Il a été établi que le deux-roues Piaggio Gilera ayant servi au meurtre utilisait une plaque d'immatriculation qui avait été dérobée le matin même à Orly, ville dont sont originaires les frères Khider et où auraient été localisés les deux suspects le matin en question. De plus, le téléphone mobile de Brice K. aurait passé un appel dans les environs d'Orly 17 minutes après le meurtre, soit un délai suffisant pour rejoindre Orly depuis la porte Maillot tandis que Mourad Khider a coupé sa ligne téléphonique entre 18 h 27 et 21 h 09, ce qui lui aurait permis de ne pas être localisé au moment du meurtre à 20 h.
Autre élément à charge, les enquêteurs auraient démontré grâce à la téléphonie que Mimran se serait entretenu deux fois la nuit précédant le meurtre avec les potentiels meurtriers.
Néanmoins, tous les suspects contestent formellement leur implication et Brice K. ne correspondrait pas au portrait-robot du conducteur qui avait été établi par un témoin.

#### Assassinat de Claude Dray (2011)
Claude Dray est le père d'Anna Dray et à ce titre l'ancien beau-père d'Arnaud Mimran. Cet homme d’affaires et collectionneur d'art a fait fortune dans l'immobilier et le parfum. Il est le fondateur et le gérant de la société Cidinvest. Il a présidé la chaîne de parfumerie « Patchouli ». Il est propriétaire de l'hôtel de Paris à Saint-Tropez, d'une villa tropézienne baptisée « La Rabijoye les parcs », d'un hôtel à Tel-Aviv et d'un hôtel à Miami. En 2011, alors qu'il est âgé de 76 ans, sa fortune est alors estimée à deux milliards d’euros.
Claude Dray et Arnaud Mimran nourrissaient depuis plusieurs années une haine réciproque, alimentée notamment par la rupture entre Arnaud Mimran et Anna Dray.
Dans la nuit du 24 au 25 octobre 2011, alors qu'il est seul dans son hôtel particulier de la villa Madrid à Neuilly sur Seine, Claude Dray est tué de trois balles de calibre 7,65 × 17 mm Browning, tirées par derrière, quasiment à bout portant. Son corps est découvert peu avant 8 heures du matin par une infirmière et le majordome. La police ne découvre pas de trace de vol, ni de lutte ou de dispute, ni même d'effraction. L'enquête soupçonne rapidement l'implication d'Arnaud Mimran.

#### Meurtre du garde du corps de Cyril Mouly et projet d'assassinat de Cyril Mouly (2014)
Cyril Mouly, surnommé « Cyril the Frenchman » au poker, est une star du poker international, née en 1976 ; il est le cousin de Marco Mouly, l'un des associés de Mimran. Cyril Mouly a été condamné par le passé pour escroquerie aux encarts publicitaires par le tribunal correctionnel de Bordeaux. Un litige financier opposait Mimran à Cyril Mouly.
Dans la nuit du 7 au 8 avril 2014, Albert Taieb, le garde du corps de Cyril Mouly, est mortellement poignardé une dizaine de fois par deux inconnus au visage dissimulé par des casques de moto.
Arnaud Mimran est alors entendu une première fois sous le statut de témoin assisté puis laissé en liberté.
En novembre 2021, Mimran est placé en garde à vue et mis en examen le 18 novembre 2021 pour le meurtre en bande organisée d'Albert Taieb. Trois autres personnes placées en garde à vue en même temps que lui sont libérées sans être poursuivies.

#### Menaces envers des journalistes et des magistrats
Selon des enregistrements figurant à son dossier judiciaire, Arnaud Mimran imagine, en juin 2019, dans une conversation téléphonique enregistrée, un scénario de type Kompromat, de nature à nuire gravement au journaliste Fabrice Arfi qui a enquêté sur la fraude à la TVA sur les quotas carbone dans laquelle il est mis en cause. Il menace aussi explicitement, à plusieurs reprises, les magistrats successifs ayant eu à connaitre des dossiers judiciaires le concernant. Interrogé sur ses déclarations, Arnaud Mimran déclare n'avoir voulu faire que de l'humour.

### Affaires terminées

#### Délits d'initié (2005-2006)
En 1998, il s'associe avec un habitué des marchés financiers et crée la société de courtage 3A Trade, qui investit souvent dans des entreprises juste avant qu'elles ne soient rachetées par leur concurrent, gagnant au passage beaucoup d'argent lorsque le cours de la bourse se met à monter. Des rumeurs circulent sur la façon dont il obtiendrait des informations de futures offres publiques d'achat (OPA) de la part de banquiers d'affaires. Il est alors l'objet d'une enquête de la Commission des opérations de bourse mais la procédure n'aboutit pas. En 2003, constatant qu'il est surveillé, il vend ses parts de la société pour un montant de 30 millions d'euros selon lui. Il part alors pour Fisher Island, près de Miami, et ne revient en France qu'en 2006.
Le 27 janvier 2006, la société Mittal Steel Company fait connaître, notamment par le biais d’un communiqué de presse, son intention de lancer une offre d’acquisition mixte sur la société Arcelor. Constatant que, dans les quatre jours qui ont précédé l’annonce au marché de cette offre, l’action Arcelor a connu une hausse de près de 7 %, l'autorité des marchés financiers française (AMF) décide, le 6 avril 2006 d’ouvrir une enquête sur le marché de ce titre. C’est à cette occasion que des acquisitions négociées par Arnaud Mimran sur le titre Arcelor ont pu être constatées.
L'AMF constate également qu'Arnaud Mimran est intervenu sur les titres de l'opérateur aéroportuaire danois Kobenhavns Lufthavne (KL) à la veille de l'OPA émise en octobre 2005 par son confrère australien Macquarie Airports.
Arnaud Mimran et Franck Mouyal ont passé leurs commandes via des sociétés basées hors de France. Comme l'AMF n'a pas pu prouver qu'ils étaient en France lors de la passation des ordres, elle n'a pas pu les sanctionner.[réf. nécessaire]

#### Fraude fiscale (2007)
D'après une enquête du journaliste d'investigation Fabrice Arfi pour Mediapart, Arnaud Mimran est mis en cause dès 2002 pour fraude fiscale et condamné pour ces faits en 2007.

#### Fraude à la TVA sur les quotas de carbone (2008-2009)
Arnaud Mimran est suspecté, avec ses associés Marco Mouly et Samy Souied (assassiné en 2010), de fraude à la TVA sur les quotas de carbone entre novembre 2008 et juin 2009. Il est arrêté le 20 janvier 2015 à Paris par les enquêteurs du Service national de douane judiciaire (SNDJ). Il est mis en examen pour escroquerie, blanchiment et recel d'escroquerie en bande organisée par le juge Guillaume Daieff. 
À cette occasion, il lui est demandé de s'expliquer sur ses relations avec le Premier ministre israélien Benyamin Netanyahou (qu'il a rencontré au début des années 2000 et qu'il a invité à Paris et à Monaco), notamment un don de 40 000 dollars, puis de 170 000 euros,. Selon le site de Mediapart en 2023 qui rapporte des propos d'Arnaud Mimran, tenus par dans sa cellule en 2019 et 2020, enregistrés lors d'écoutes ordonnées par la justice française pour des enquêtes en cours, il aurait déclaré avoir donné un million de dollars à Benyamin Netanyahou et financé ses vacances.
L'affaire est jugée le 2 mai 2016. Comparaissant libre, il est condamné le 7 juillet 2016 à huit ans de prison ferme et un million d'euros d'amende puis incarcéré à la prison de Fresnes. La peine est confirmée en appel,.
En novembre 2022, dans le cadre de cette affaire, l’hôtel particulier avec piscine qu’il possède à Paris, rue de la Pompe, d’une valeur de 4 millions d’euros, est saisi par l’Agence de gestion et de recouvrement des avoirs saisis et confisqués (Agrasc).

#### Enlèvement, séquestration et extorsion d'un banquier suisse (2015)
En juin 2015, Arnaud Mimran est mis en examen et écroué pour avoir commandité l'enlèvement et la séquestration pendant moins d'une semaine d'un financier genevois d'origine turque, Yomi Rodrig, dans les Hauts-de-Seine,. Le très riche résident suisse est contraint d'acheter des milliers d'actions d'une « coquille vide », une entreprise détenue en réalité par Mimran, pour une valeur d'environ 2,5 millions de dollars. L'opération aurait été menée sous la supervision de Sabir Titouh, surnommé « Titax », un bandit impliqué dans plusieurs affaires criminelles, mais elle aurait tourné court à la suite de l'assassinat de Titouh, même si aucun lien n'a été démontré entre l'assassinat et l'opération en parallèle,.
Arnaud Mimran est remis en liberté en janvier 2016 mais réincarcéré en juillet à la suite de sa condamnation dans l'affaire de fraude à la TVA. En 2018, il est renvoyé devant la cour d'assises pour enlèvement, séquestration et extorsion en bande organisée, passible de 20 ans de prison, conformément aux réquisitions du parquet. En mai 2019, le procès est renvoyé pour des raisons procédurales,,.
Le procès s'ouvre finalement le 8 juin 2021 devant la cour d'assises de Paris. Mimran réfute être le commanditaire et soulève l'absence de mobile en expliquant notamment qu'il n'avait pas besoin d'argent à ce moment-là car il aurait possédé un compte caché au fisc pour éviter les saisies. L'accusation pointe au contraire ses contradictions et ses changements de version. Le procureur de la République réclame une peine de seize ans de prison contre Mimran, qui plaide non coupable. Des peines de 12 à 8 ans sont également requises contre les membres du commando, Ibrahima D., Mickaël T., Cheik K. et Yousser Titouh, le frère de Sabir Titouh.
Le 25 juin 2021, Mimran est reconnu coupable par la cour d'assises de Paris et condamné à 13 ans de prison tandis que les hommes de main ayant mené l'opération sont condamnés à entre 4 et 8 ans de prison. Farid Khider, contre qui étaient requis dix ans de prison pour avoir joué le rôle d'intermédiaire entre Mimran et Titax, est acquitté. A son retour en prison, Arnaud Mimran fait une tentative de suicide,.
Arnaud Mimran ainsi que l'un des autres condamnés font appel de la décision. Les deux hommes sont jugés en appel en décembre 2022. Alors que son coaccusé est finalement acquitté, Arnaud Mimran est de nouveau reconnu coupable et condamné à la même peine qu'en première instance.

#### Affaire de corruption à la prison de Fresnes
Après plusieurs plaintes de détenus du centre pénitentiaire de Fresnes, Arnaud Mimran a été entendu par la Brigade de Répression de la Corruption et de la Fraude fiscale, en co-saisine avec la Brigade de Répression du Banditisme de Versailles, car il était soupçonné d'être l'un des deux détenus corrupteurs, dans un réseau de corruption visant à des traitements de faveur « accordés à des détenus majoritairement membres de la communauté juive », en l'espèce des téléphones en cellule, moins de fouilles, plus de douches et de parloirs entre 2016 et 2018. Une information judiciaire est ouverte et l'affaire est dépaysée à Créteil. L'information judiciaire aboutit au renvoi de trois anciens détenus (Arnaud Mimran, Fabrice Touil, Eric Robic) ainsi que de l'ancien directeur de la division 3 de Fresnes, Khalid El Khal, devant le tribunal correctionnel.
Le procès a lieu en novembre 2022 à Créteil notamment pour corruption passive et association de malfaiteurs. Khalid El Khal reconnaît avoir touché 5 000 € de la part de Fabrice Touil à sa libération, les autres prévenus nient les faits qui leur sont reprochés, Fabrice Touil ne se présente pas devant le tribunal. Eric Robic est relaxé tandis que les autres sont reconnus coupables. Khalid El Khal est condamné à 4 ans de prison ferme avec mandat de dépôt à effet différé et interdiction d'exercer dans la fonction publique française, Fabrice Touil est condamné à 4 ans de prison avec mandat d'arrêt et Arnaud Mimran est condamné à 2 ans de prison et 100 000 € d'amende.
Arnaud Mimran et Khalid El Khal font appel. En mai 2023, la Cour d'appel de Paris relaxe Arnaud Mimran des faits qui lui sont reprochés. Khalid El Khal est relaxé pour les faits d'association de malfaiteurs mais est de nouveau condamné pour corruption passive d'agent dépositaire de l'ordre public : il écope de 5 ans d'emprisonnement dont 2 avec sursis.

## Fictions associées
Les escroqueries à la TVA sur les achats reventes de certificats d'émission carbone sont le thème des scénarios d'un film et d'une série de fiction où un personnage est inspiré d'Arnaud Mimran : 
- 2017 : Carbone d'Olivier Marchal, Antoine Roca joué par Benoit Magimel
- 2023 : D'argent et de sang de Xavier Giannoli, Jérôme Attias joué par Niels Schneider